# Velian Parushev
Velian Parushev (Sliven, 20 de marzo de 1968 – Burgas, 29 de enero de 2013) fue un futbolista profesional de Bulgaria que jugaba en la demarcación de defensa.

## Carrera
Parushev debutó en su carrera futbolística en 1987 cuando contaba con 19 años en el OFC Sliven 2000, club en el que permaneció desde 1987 hasta 1992. Además ganó la copa nacional en 1990. 
En el mismo año fue traspasado al CSKA Sofia, club en el que militó tan sólo seis meses, aunque le permitió ganar la Liga Profesional de Bulgaria en 1992.
Tras su etapa en el CSKA, volvió al OFC Sliven 2000 para jugar durante dos años más. Posteriormente, en 1994, fue traspasado al Neftochimic de Burgas, equipo en el que permaneció durante siete años y con el que fue subcampeón de la Liga Profesional de Bulgaria, en la temporada 1996/1997.
En 2001, anunció el fin de su carrera profesional, retirándose de los campos de fútbol para siempre.

## Muerte
Parushev, falleció el 29 de enero de 2013 a los 44 años de edad, a causa de un cáncer de pulmón.

## Clubes
| Club            | País     | Año         |
| --------------- | -------- | ----------- |
| OFC Sliven 2000 | Bulgaria | 1987 - 1992 |
| CSKA Sofia      | Bulgaria | 1992        |
| OFC Sliven 2000 | Bulgaria | 1992 - 1994 |
| Neftochimic     | Bulgaria | 1994 - 2001 |

## Palmarés

### Títulos nacionales
| Título                       | Club            | País     | Año  |
| ---------------------------- | --------------- | -------- | ---- |
| Copa de Bulgaria             | OFC Sliven 2000 | Bulgaria | 1990 |
| Liga Profesional de Bulgaria | CSKA Sofia      | Bulgaria | 1992 |